# Скородумське сільське поселення
Скороду́мське сільське поселення (рос. Скородумское сельское поселение) — муніципальне утворення у складі Упоровського району Тюменської області, Росія.
Адміністративний центр — село Скородум.

## Населення
Населення — 594 особи (2020; 617 у 2018, 555 у 2010, 637 у 2002).

## Склад
До складу поселення входять такі населені пункти:
| Населений пункт     | Населення, осіб (2002) | Населення, осіб (2010) |
| ------------------- | ---------------------- | ---------------------- |
| Московка, присілок  | 21                     | 15                     |
| Поспілова, присілок | 99                     | 69                     |
| Скородум, село      | 517                    | 471                    |